# Olous
Olous (auch Olus; altgriechisch Ὀλοῦς) war eine antike Hafenstadt im Nordosten der Insel Kreta neben dem modernen Elounda. 
Die wenigen archäologischen Reste deuten an, dass die Stadt in archaischer Zeit oder früher klassischer Zeit gegründet wurde. Inschriftenfunde aus hellenistischer Zeit erhellen historische Vorkommnisse aus dieser Epoche; damals stand Olous in näherem Kontakt mit Rhodos. Die Stadt stand permanent im Krieg mit dem südlichen Nachbarn Lato, es gab aber auch Zeiten des Friedens, in denen freundschaftliche Abkommen geschlossen wurden. Das Verhältnis zu dem nicht weit entfernten Dreros ist unsicher. Nach Lage der Stadt könnte Olous der Hafen für Dreros gewesen sein, doch gibt es dafür keinerlei positiven schriftlichen Belege. Ab etwa 330 v. Chr. prägte Olous eigene Münzen. Sie zeigen Artemis Britomartis und Zeus. Elf Münztypen sind bekannt. Die Stadt war mit etwa 5 Hektar relativ klein.
Nur wenig ist von der eigentlichen Stadt bekannt. Es gab einen Tempel der Britomartis, in dem eine Holzstatue der Göttin des Daidalos stand (Pausanias 9, 40, 3). Es soll auch einen Tempel des Zeus gegeben haben. Reste der Stadt sind im Meer zu sehen.